# Zeppelin L.3
Le Zeppelin L.3 est un dirigeable militaire d'observation de la Première Guerre mondiale.
Le Zeppelin L.3 est aussi connu sous le nom de LZ.24